# Mordechai Zeira
Mordechai Zeira (ebraică:מרדכי זעירא ,născut Mark Dimitri Greben)
(1905- 1 august 1968), a fost compozitor și autor israelian de cântece de muzică ușoară, originar din Ucraina. Unul din cei mai însemnați reprezentanți ai genului zemer ivri („cântec ebraic”) care a caracterizat vreme de multe decenii muzica ușoară israeliană din secolul al XX-lea.
A compus adesea melodii pe versurile unor poeți și textieri ebraici contemporani, între care Nathan Alterman, Yaakov Orland, Aharon Ashman și Alexander Penn.
A fost uneori supranumit „trubadurul cântecului ebraic"

## Biografie
S-a născut în 1905 la Kiev sub numele de Dimitri Mark (Mordechai) Greben. În casa părintească, unde tatăl său era meloman, între altele, iubitor de muzică evreiască liturgică și populară, a putut asculta înregistrări ale unor vestiți cantori (hazanim). Neavând însă condiții materiale pentru a se perfecționa în muzică, a învățat să cânte la un pian abandonat, fără a cunoaște notele.
Greben a studiat doar două semestre la facultatea de mecanică a Politehnicii din Kiev, dar din cauza sărăciei a întrerupt studiile și a lucrat într-o cooperativă de pantofărie. În anul 1924 a fost arestat de autoritățile comuniste sovietice din cauza activității sale în mișcarea de tineret sionist socialist Hashomer Hatzair, dar, primind permisul de a emigra, a părăsit URSS și din portul Odesa , conform aspirațiilor sale, plecat la bordul vaporului "Cicerin" spre Palestina (Eretz Israel), aflată atunci sub regimul mandatului britanic.

Avea vârsta de 19 ani când s-a alăturat kibuțului Afikim (numit pe atunci Hashomer Hatzair URSS,(în inițiale ruse „CCCP”) din Galileea de jos, lângă Yavneel, unde a muncit la construcția de șosele, de asemenea, ca pantofar și pescar.
Când membrii cooperativei au pus în scenă o „operă” ebraică  „Carmela”, Mordechai, cunoscut încă sub numele de Mitia Pieptene sau "Mitia Masreki" ("masrek" însemnând în ebraică "pieptene" ca și numele său rus de familie "Greben") a dirijat o „orchestră” constituită dintr-o concertină și mai multe muzicuțe. După câteva luni membrii comunei s-au mutat la Afula și au montat acolo un alt spectacol intitulat „Cămașa albastră” în care a figurat cel dintâi șlagăr compus de Greben - „Cămașa albastră” care s-a bucurat apoi de mare popularitate în rândurile tinerilor socialiști din țară. A urmat, în cele din urmă, un curs de dirijori de cor ,iar Moshe Halevi, fondatorul teatrului „Haohel” („Cortul”) din Tel Aviv l-a invitat în acest oraș și l-a convins să învețe actoria. Dar, după un an și jumătate, în 1927 Greben a decis să întrerupă aceste studii și să se apuce să învețe compoziția, care devenise pasiunea lui cea adevărată. Principalul său mentor în acest domeniu a fost profesorul Shlomo Rozovski din Ierusalim. 
A lucrat o vreme la carierele de la Marea Moartă, și de acolo pleca o dată pe săptămână pentru a lua lecții de muzică în capitală.
În 1928 a publicat, împreună cu poetul Itzhak Shenhar, o culegere de cântece consacrate urcării (aliyá) la Ierusalim. Aceasta a fost în ochii compozitorului veritabilul său debut ca autor de melodii. În acel an, sfătuit de Aharon Ashman, și-a ebraizat numele de familie în Mordechai Zeira. În timpul celui de-al doilea război mondial, în 1942 el s-a înrolat în brigada evreiască palestiniană din cadrul armatei britanice, unde a organizat un ansamblu muzical ebraic - „Meeyn Ze” - cu care a cântat în fața soldaților de pe frontul din Orientul Apropiat și din Europa de vest și de sud, precum și în fața supraviețuitorilor evrei eliberați din lagărele naziste, aflați în lagăre de refugiați.  
Începând din anii 1930 Zeira s-a întreținut din slujba de controlor de contoare al Societății israeliene de electricitate. În 1935 ,Zeira, care, în munca sa de creație, se ajutase până atunci de o armonică, a cumpărat un pian, dar nu l-a putut păstra multă vreme, fiindcă nu a plătit toate ratele. Abia în mai 1948, Confederația Generală a Muncii (Histadrut) și centrul ei agricol, sesizate de profesorul de agronomie Haim Halperin, au consimțit să-l ajute să achiziționeze un nou pian, compozitorul obligându-se să returneze valoarea acestuia prin turnee de conferințe și de cântare în public.
Zeira a murit de infarct miocardic în 1968 și a fost înmormântat la cimitirul Kiriyat Shaul  din Tel Aviv.  

### Viața privată
Zeira a fost căsătorit în 1933 la Kfar Witkin cu Sara Gutman (1910-2001), de profesie educatoare, pe care a cunoscut-o în 1937 în vreme ce au cântat împreună în corul Beit Haleviyim al lui Menashe Ravina. Ea a avea o voce bună și a cântat majoritatea cântecelor sale, dar nu a făcut decât câteva înregistrări în mediul familial. Soții Zeira au avut un fiu unic - Yuval,născut in 1935. 
Văduva și-a consacrat restul vieții cultivării moștenirii muzicale a soțului ei. Din inițiativa ei au fost publicate două culegeri de cântece compuse de el: „Od shir ehad” (Încă un cântec) și „Laila laila”. 
De asemenea a fost lansat sub numele „Laila laila” un album de înregistrări format din două discuri compacte, cuprinzând 43 cântece. 

## Activitatea muzicală

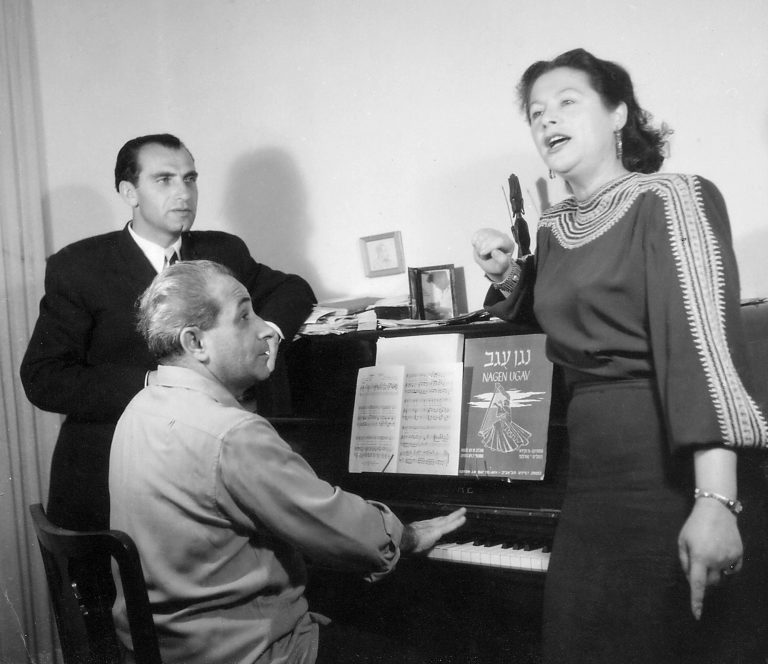
Zeira la pian, acompaniându-și sotia, Sara,în 1952

În cântecele lui Zeira  se îmbină influențe europene și orientale, aducând aminte de cântecele hasidice pe care le-a auzit în copilărie și de melodiile rusești.
Ele au fost foarte accesibile, având atât un farmec melodic, cât și o calitate poetică aparte. 
Zeira era la curent cu evenimentele din țară care se reflectă și în o parte din cântecele sale.
De pildă, cântecul "Cinci au plecat patria să clădească" se referea la cinci lucrători evrei căzuți omorâți de potrivnici arabi înarmați, și în amintirea cărora a fost denumit kibuțul Maale Hahamishá de lângă Ierusalim (Colina celor cinci). Altă melodie, bine cunoscută în Israel, cântecul de leagăn "Noapte, noapte" (Layla, Layla), pe text de Nathan Alterman, a fost creat în împrejurările zilelor de stare de asediu decretată de autoritățile mandatare, iar cântecul " Pe colinele Shekh Abrek" reamintește de uciderea străjerului evreu Alexander Zeid. 
Ca salariat al Societății electrice din Israel Zeira nu a omis să compună un cântec și despre fondatorul acesteia, Pinhas Ruthenberg: "Bătrânul de la Naharaim" sau "Cântecul rețelei".
Zeira a fost și cel dintâi autor al unei melodii originale închinate 
venirii în țară a evreilor din Yemen, „Nu te teme, Tamar” (Al tefahadi Tamar).
Arhiva sa personală a fost predată Bibliotecii Naționale din Ierusalim.

## Omagii
- 1952 - Premiul Alkoni pentru cantec ebraic (Zemer ivrí)

## In memoriam
- Străzi la Tel Aviv și la Raanana îi poartă numele.
- O plăcuță memorială a fost așezată pe zidul casei în care a locuit la Tel Aviv
- Asociația AKUM a compozitorilor, textierilor, autorilor si aranjorilor a înființat un premiu în amintirea sa

## Zeira și creația sa în media artistică
- Compozitorul israelian Hanan Schlesinger a compus Suita pastorală în 4 părți, bazată pe melodii de Mordechai Zeira și Sara Levi-Tannai

## Din cântecele sale

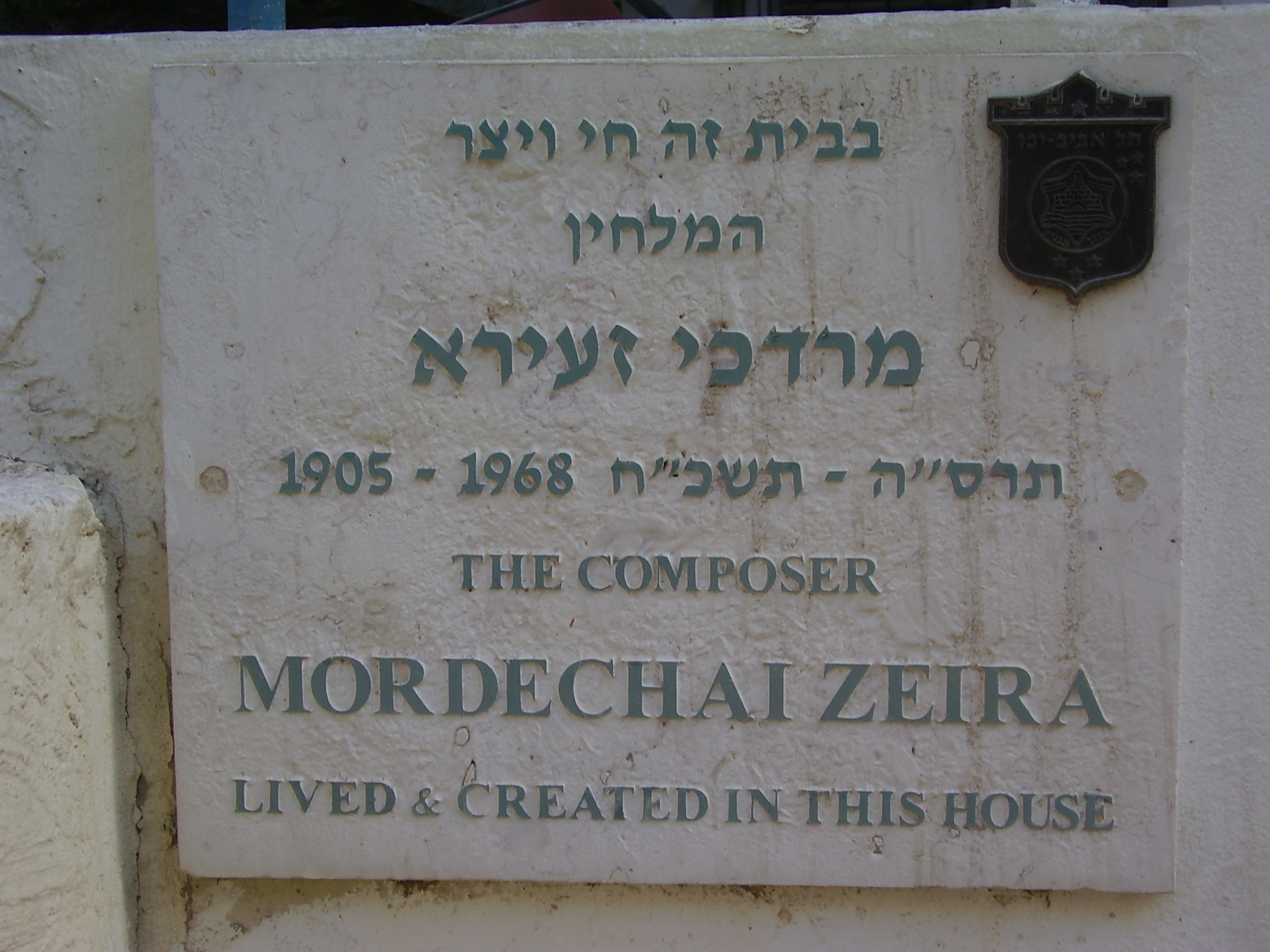
Placă memorială pe casa compozitorului la Tel Aviv

- Lemoladti - (Patriei) 1927 (cuvinte:Hillel Bergman-Avihanan) "פקד ה'.."

- Kineret - pe versuri de Alexander Penn
- Hayu leilot - היו לילות (Au fost nopți...)  pe cuvinte de Yaakov Orland
- Layla layla - לילה לילה (Noapte, noapte...) pe cuvinte de Nathan Alterman
- Al giv'ot Shekh Abreq על גבעות שייך-אבריק (Pe dealurile Shekh Abreq)  pe text de Alexander Penn
- Smol Hayarden  שמאל הירדן versiune muzicală mai puțin folosită a cântecului sionist revizionist "Stânga Iordanului)" pe cuvinte de Zeev Jabotinski, referitoare la aspirațiile teritoriale evreiești din prima jumătate a secolulului al XX-lea asupra malului de est al Iordanului, pe care Marea Britanie l-a atribuit emiratului Transiordaniei, 1930 (cântecul a devenit cunoscut pe melodia lui Tzvi Ghersh Livshin)
- Shir sameah שיר שמח  (Cântec vesel) pe cuvinte de Yaakov Orland
- Shirat hanoded שירת הנודד  (Cântecul pribeagului) pe text de Aharon Ashman  ("היי ציוניוני הדרך)
- Shualey Shimshon שועלי שמשון (Vulpoii lui Shimshon (Samson), pe cuvinte de Uri Avneri)
- Leyl Galil ליל גליל (Noapte în Galileea) pe cuvinte de Nathan Alterman
- Anu nosim lapidim"  אנו נושאים לפידים  (Purtăm făclii) pe cuvinte de Aharon Zeev
- Rak at li notart  רק את לי נותרת (Numai tu mi-ai rămas) pe cuvinte de Oded Avissar
- Yudke יודקה, pe cuvinte de Oded Avissar
- Shney shoshanim שני שושנים (Doi trandafiri) pe cuvinte de Yaakov Orland
- Ma omrot eynayih   מה אומרות עינייך ( Ce spun ochii tăi?) pe cuvinte de Itzhak Shenhar
- Nigun atik  ניגון עתיק (Un "nigun" străbun) pe cuvinte de Nathan Alterman
- Hashir elayih  השיר אלייך (Cântec pentru tine)  pe cuvinte de Yaakov Orland